# 衡阳街道
衡阳街道，是中华人民共和国广西壮族自治区南宁市西乡塘区下辖的一个乡镇级行政单位。

## 行政区划
衡阳街道下辖以下地区：
中华中路社区、南铁北中区社区、南铁北三区社区、南铁北二区社区、南铁北四区社区、南铁北一区社区、友爱北社区、友爱中社区、秀灵南社区、明秀中社区、新秀社区、衡阳南社区、衡阳北社区、友爱村和秀厢村。